# Ranna
För andra betydelser, se Ranna (olika betydelser).
Ranna (tyska: Tellerhof) är en by (estniska: küla) i Peipsiääre kommun i landskapet Tartumaa i östra Estland. Byn ligger vid Riksväg 43, vid västra stranden av sjön Peipus.
Före kommunreformen 2017 hörde byn till dåvarande Pala kommun i landskapet Jõgevamaa.